# Themenweg Weißes Rügen
Der Themenweg Weißes Rügen (auch Weg der Kreide) ist ein Wanderweg auf der deutschen Insel Rügen. An dem 29 Kilometer langen Rundweg liegen spektakuläre Aussichtsplätze mit Blick auf die Kreide-Kliffküste, und mit dem Kreidemuseum Rügen auch das einzige Museum dieser Art in Europa. Fast die ganze Strecke führt durch den Nationalpark Jasmund, von dem ein Teilgebiet seit 2011 zum UNESCO-Welterbe Alte Buchenwälder und Buchenurwälder der Karpaten und anderer Regionen Europas gehört.

## Lage und Zugang
Der Themenweg Weißes Rügen befindet sich auf der Halbinsel Jasmund im Nordosten von Rügen. Als Startpunkt bietet sich der Bahnhof Sassnitz an. Für den 29 Kilometer langen und größtenteils mit einem stilisierten Seeigel markierten Rundweg ist eine Gehzeit von fast acht Stunden zu veranschlagen. Eine mögliche Abkürzung über Rusewase zum UNESCO-Welterbeforum (ehemals Waldhalle) ist ausgeschildert.

## Verlauf

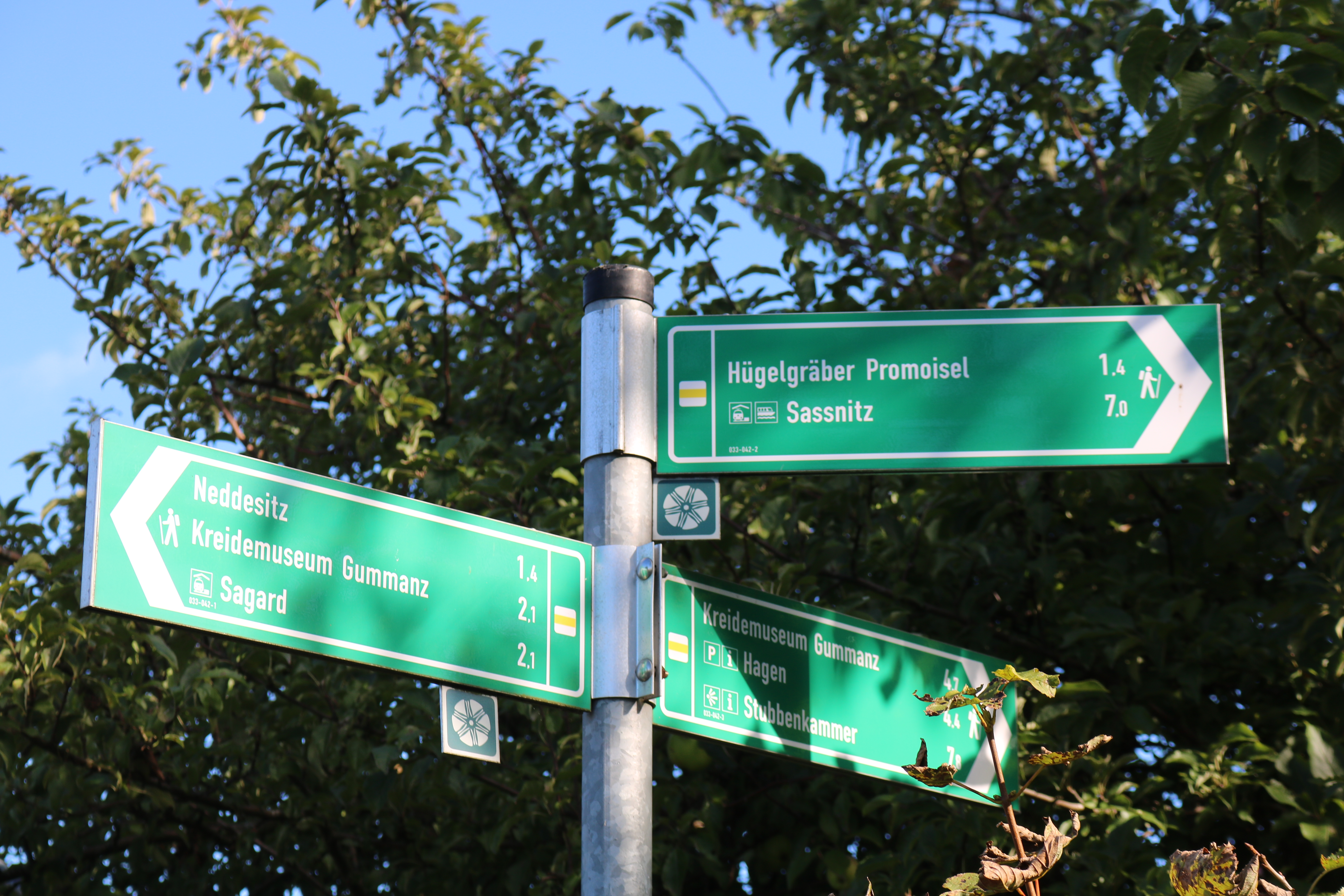
Beschilderung am Themenweg

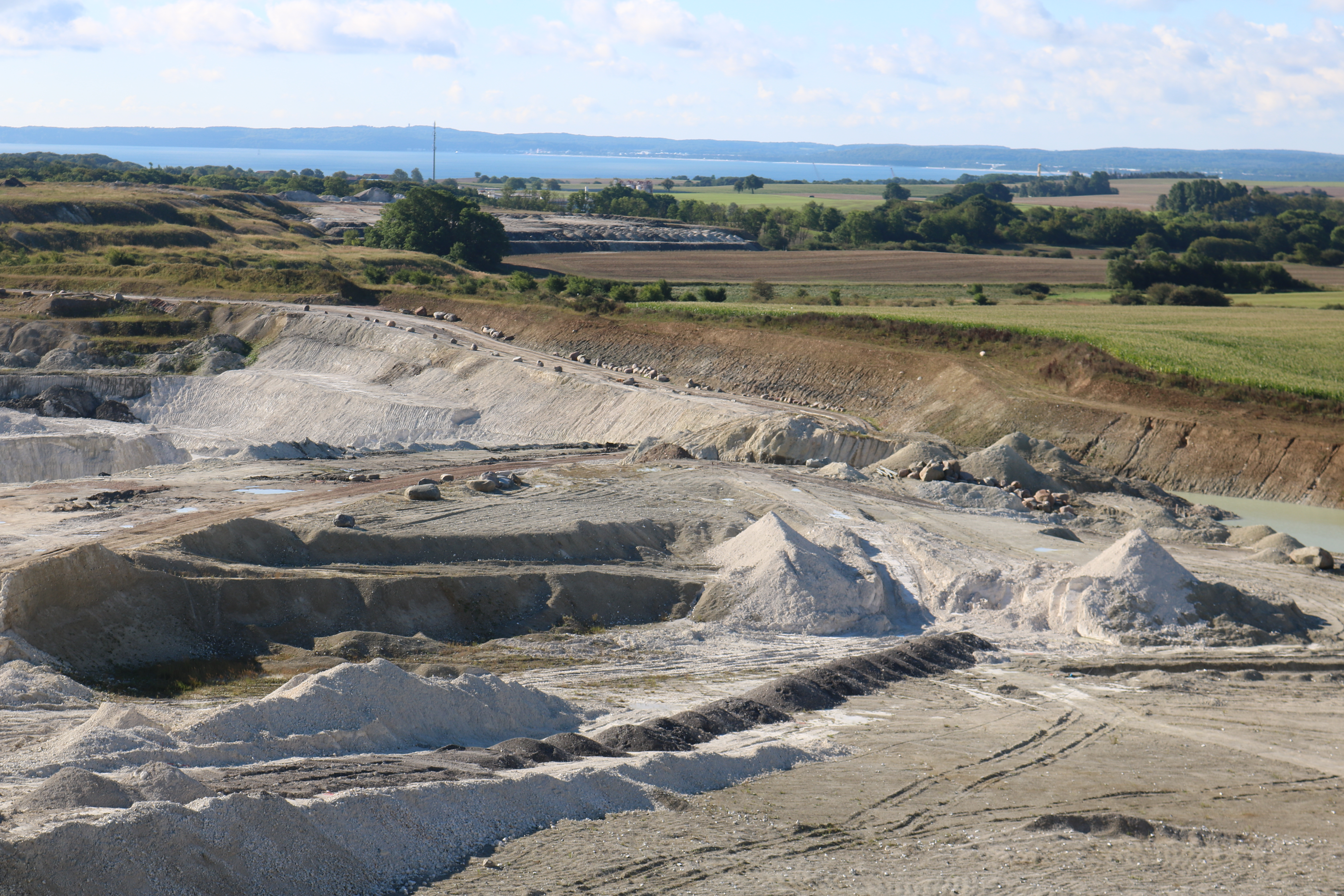
Kreide-Tageabbau Promoisel

Von Sassnitz führt der Themenweg zunächst ins bäuerlich geprägte Hinterland der Küste über den Weiler Dargast zu einem Aussichtspunkt im geografischen Zentrum der Halbinsel Jasmund, von dem der Kreide-Tageabbau Promoisel überblickt werden kann.

### Kreidemuseum Rügen
In Gummanz widmet sich das Kreidemuseum Rügen in einer Ausstellung vornehmlich dem Abbau und der Aufbereitung der Kreide und deren Nutzung in Industrie und Landwirtschaft, darüber hinaus werden Kreidefossilien gezeigt. Es erzählt auch, weshalb mit Rügener Schreibkreide nicht geschrieben werden kann. Die Räumlichkeiten befinden sich in einem historischen Kreidewerk aus der ersten Hälfte des 19. Jahrhunderts. Zu dem Kreidemuseum gehört das Gelände eines ehemaligen Kreidebruchs, in dem historische Maschinen und Gerätschaften zum Abbau der Kreide ausgestellt sind.
Ein Naturlehrpfad informiert über die vielfältige Vegetation, die sich auf dem aufgelassenen Kreidebruch angesiedelt hat. An Pioniergehölzen und Gebüschgesellschaften finden sich unter anderem Eingriffliger Weißdorn, Salweide, Schwarzer Holunder, Hundsrose und Roter Hartriegel.

### Kleiner Königsstuhl

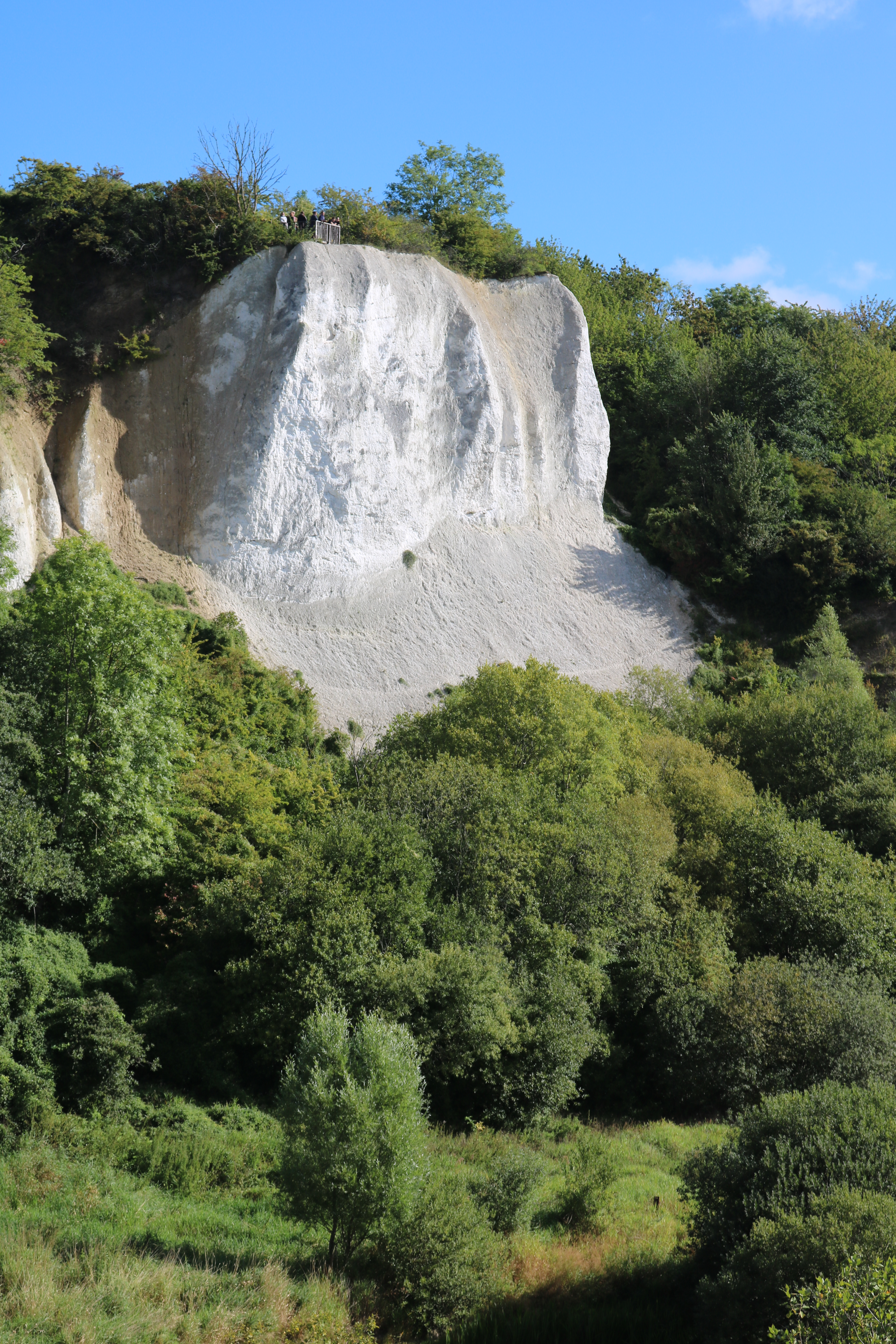
Kleiner Königsstuhl

Vom Kreidemuseum führt ein Pfad auf den Kleinen Königsstuhl hinauf, ein beim Abbau der Kreide entstandener Kreidefelsen. Von der Aussichtsplattform reicht nach Westen der Ausblick über den ehemaligen Kreidebruch bis zum Großen Jasmunder Bodden.

### Königsstuhl
Über den Kikberg kommt man nach Hagen und von dort zum Nationalpark-Zentrum Königsstuhl, in dem eine multimediale Ausstellung eine Rückschau bis in die Letzte Kaltzeit gibt sowie mit der Entstehung der Kreidefelsen bekannt macht. Ein 185 Meter langer Skywalk erlaubt aus 122 m ü. NHN eine einzigartige Aussicht auf die Kreide-Kliffküste

### Hochuferweg

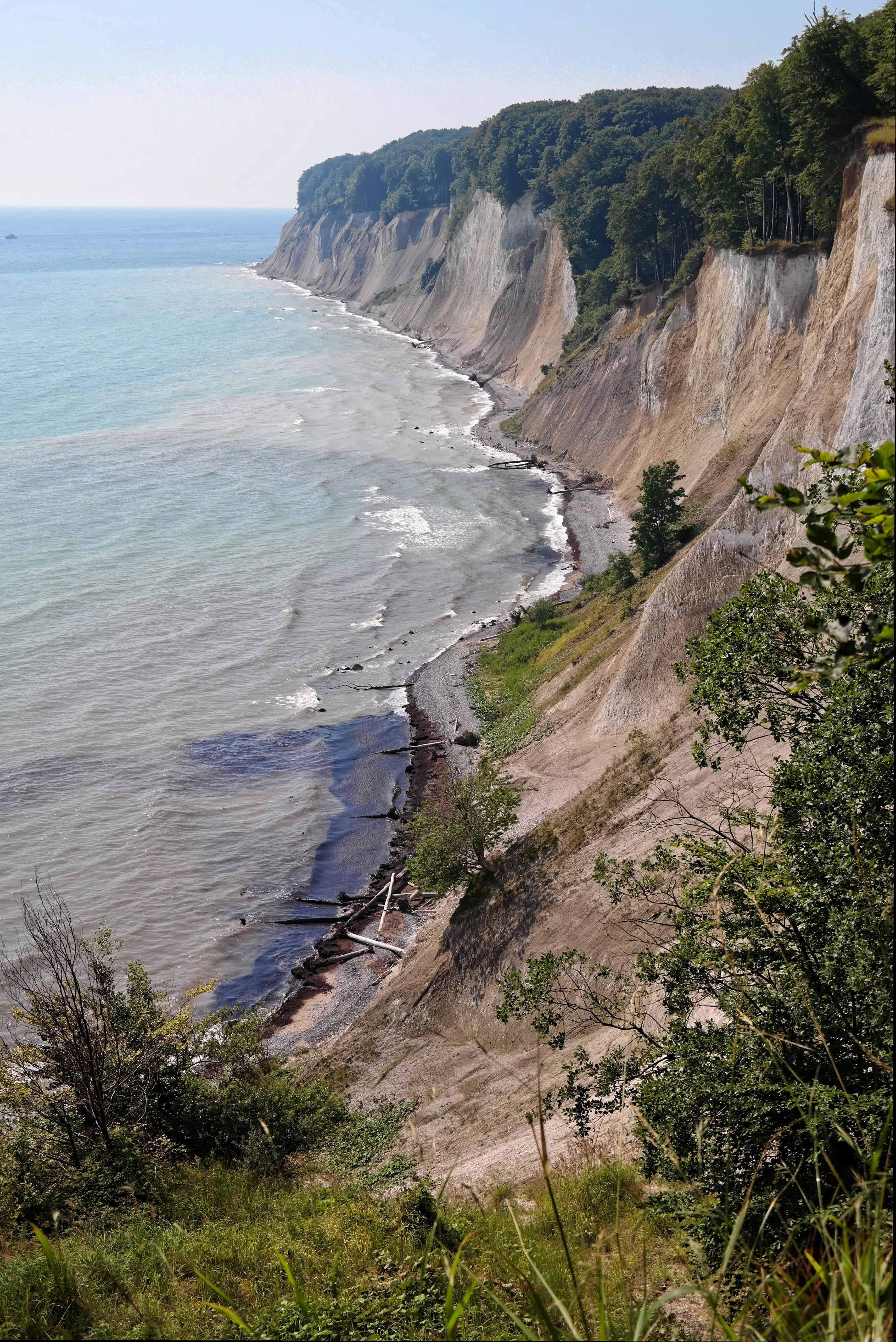
Ernst-Moritz-Arndt-Sicht, gesehen vom Hochuferweg

Vom Königsstuhl setzt sich der Themenweg auf dem Hochuferweg Jasmund in Richtung Sassnitz fort, wobei mit der Viktoriasicht, der Ernst-Moritz-Arndt-Sicht und den Wissower Klinken die bekanntesten Aussichtspunkte der Kreideküste am Wanderweg liegen.